# 공도 (후한)
공도(龔都, ? ~ 201년?)는 중국 후한 말의 무장이다.

## 행적
201년, 원소(袁紹)의 명을 받은 유비가 여남에서 군사를 모았을 때 합류했는데 그 군세가 수천에 이르렀다. 그 이후의 행적은 알 수 없다.

## 삼국지연의에서의 공도
황건적의 난 이후 유벽(劉辟)과 함께 여남에서 세력을 쌓고 조조(曹操)의 공격을 받자 원소에게로 귀순했고 그때 원소에게 의탁해 있던 유비의 장수가 된다.
그러나 201년 여남 전투에서 조조와 싸우다가 군량을 운반하는 도중에 하후연(夏侯淵)에게 죽임을 당했다.